# ARKive
ARKive — нині закрита міжнародна ініціатива створення онлайн бази даних з інформацією про класифікацію, характеристики видів, збереження, поширення й ін. про тисячі видів тварин, які знаходяться під загрозою зникнення. Метою проєкту була пропаганда збереження видів, яким загрожує зникнення, за допомогою зображень дикої природи", для чого в єдину базу збирались фільми, фотографії та аудіозаписи. Організатором виступив благодійний фонд збереження дикої природи Wildscreen. Технічне забезпечення надала Hewlett-Packard в межах своєї дослідницької програми "HP Labs Digital Media Systems". ARKive підтримували відомі організації, метою діяльності яких було збереження природи: BirdLife International, Міжнародне товариство збереження природи, Міжнародний союз охорони природи (IUCN), Всесвітній центр моніторингу охорони природи ООН (UNEP-WCMC) і Всесвітній фонд дикої природи (WWF).
Офіційний старт проєкту був запущений 20 травня 2003 року його покровителем, британським фахівцем з природознавства сером Девідом Аттенборо для реалізації ідеї його давнього колеги та друга Крістофера Парсонса. Парсонс не дожив до реалізації проєкту, померши від раку в листопаді 2002 року у віці 70 років.
Задум Парсонса полягав у створенні централізованого безпечного сховища для фільмів і світлин дикої природи, які раніше зберігалися в розрізнених, неіндексованих колекціях, часто з обмеженим доступом або без такого взагалі, подекуди в умовах, які загрожували їх зникненням. Він вважав, що записи можуть стати потужною силою в підвищенні обізнаності про навколишнє середовище. Його бачення постійного, доступного притулку для аудіовізуальних матеріалів про дику природу майже відразу отримало підтримку багатьох провідних світових учасників, включно з BBC, ITV Granada і журналу National Geographic, а також академічних інститутів, як-от Корнельського університету. Після того, як на розвиток проєкту було отримано фінансування в розмірі 2 млн фунтів від Heritage Lottery Fund в 1997 році і New Opportunities Fund у 2000 році, роботи по створенню ARKive почалися в рамках проєкту "Святкування тисячоліття" у Великій Британії з використанням передових комп'ютеризованих технологій зберігання і пошуку, розроблених для проєкту Hewlett-Packard, з початковою ємністю до 74 терабайтів даних. Прототип сайту з'явився в мережі ще в квітні 1999 року. 
До моменту запуску команда проєкту каталогізувала, скопіювала, описала і автентифікувала файли зображень і звуків про 1000 тварин, рослин і грибів, багато з яких знаходяться під критичною загрозою зникнення. До січня 2006 року база даних зросла до 2000 видів, 15000 зображень і більше 50 годин відео. До 2010 року більше 5500 донорів надали 70000 відеокліпів і фотографій більше 12000 видів.
У лютому 2019 року фонд "Wildscreen" оголосив, що їм «... довелося прийняти тяжке рішення закрити вебсайт ARKive 15 лютого 2019 г.», в зв'язку з проблемами із фінансуванням. У цей день вебсайт був замінений короткою заявою, в якій говорилося: "Повна колекція Arkive, що складається з більш ніж 100 000 зображень і відео, тепер надійно зберігається в автономному режимі для майбутніх поколінь".

## Зовнішні посилання
- Архів офіційної сторінки ініціативи
- Архів офіційної сторінки дослідницької програми Hewlett-Packard